# 于業
于業（1514年—？），字建公，號肖玄，直隸鎮江府金壇縣人，軍籍，明朝政治人物。

## 生平
嘉靖二十二年（1543年）癸卯科應天府鄉試第三十一名舉人。嘉靖二十六年（1547年）中式丁未科會試第二百二十二名，登第三甲第六十四名進士。户部觀政，授嘉善知县，三十三年正月选授河南道試監察御史，九月實授，三十四年任巡关御史，改任北畿提学御史，四十年四月被弹劾，降调外任连江县丞。

## 家族
曾祖于盛，贈通議大夫 都察院右副都御史；祖父于鎰，號契玄，江西万载知縣 封兵部郎中 贈通議大夫都察院右副都御史；父于泗，母王氏。慈侍下。兄于棐，监生。弟于未，监生、乙卯举人；于束；于集。子于昊熙。